# Verzorgingsplaats IJsselstein
Verzorgingsplaats IJsselstein is een Nederlandse verzorgingsplaats, gelegen langs de A2 Amsterdam-Maastricht tussen knooppunt Oudenrijn en afrit 9 nabij IJsselstein.
De verzorgingsplaats dankt haar naam aan de gelijknamige stad, die langs de A2 ligt; maar ligt op het grondgebied van de gemeente Nieuwegein. Deze stad dankt haar naam aan de Hollandse IJssel die daar stroomt.
Bij de verzorgingsplaats is een tankstation aanwezig van BP.
Richting Eijsden:
Haarrijn · 
IJsselstein · 
Bisde · 
De Lucht West · 
Velder · 
't Haasje · 
Roevenpeel · 
Ellerbrug · 
Het Anker · 
Vossedal · 
Knuvelkes
Richting Amsterdam:
Patiel · 
Meerssen · 
Kruisberg · 
Swentibold · 
Bosserhof ·
Meiberg · 
Groote Bleek · 
Ooiendonk · 
De Lucht Oost · 
Lingehorst · 
Jutphaas · 
Ruwiel